# Ils sont fous ces sorciers
Pour plus de détails, voir Fiche technique et Distribution.
Ils sont fous ces sorciers est une comédie française réalisée par Georges Lautner en 1978 et sortie le 28 juin 1978

## Synopsis
Julien Picard, modeste employé qui s'apprêtait à aller en vacances en Écosse, doit, au dernier moment et sur ordre de son patron, renoncer à son congé et partir à l'Île Maurice pour y signer un contrat avec La Pallière, inventeur de la bouillabaisse créole. A l'aéroport, il fait la connaissance d'Henri Berger, gagnant d'un concours, puis, sur place, de Marie-Louise, une conférencière. Un soir, après avoir bu un peu trop, Julien et Henri urinent sur un totem sacré. Le sorcier, pour les punir, leur jette un sort : leur vie va devenir un cauchemar, aussi bien sur l'île que chez eux, à Paris...

## Fiche technique
- Réalisation : Georges Lautner
- Scénario : Norbert Carbonnaux, Claude Mulot, Albert Kantoff, Georges Lautner
- Dialogues : Albert Kantoff
- Producteur : Raymond Danon
- Musique : Philippe Sarde
- Directeur de la photographie : Henri Decaë
- Chef décorateur : Alain Gaudry
- Monteur : Michelle David
- Chef opérateur :
- Année : 1978
- Durée : 92 minutes
- Genre : comédie fantastique
- Date de sortie : 28 juin 1978

## Distribution
- Jean Lefebvre : Julien Picard
- Henri Guybet : Henri Berger

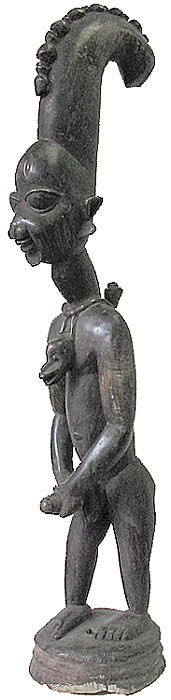
Eshu-Elegbara, un fripon, intermédiaire entre les divinités et les hommes.
Sculpture d'Oyo, au Nigéria du sud-ouest, vers 1920.

- Renée Saint-Cyr : Marie-Louise Precy-Lamont
- Julien Guiomar : Stumpf-Bachelier
- Catherine Lachens : Thérèse Picard
- Daniel Ceccaldi : Jean La Pallière
- Michel Peyrelon : le docteur Liebenstein
- Jean-Jacques Moreau : Eugène Tissaigre, le directeur
- Jenny Arasse : Madame Tissaigre
- Dominique Vallée : Dominique, la jeune fille au pair
- Julie Depouilly : Josépha, la présentatrice de FR3
- Gérard Chambre : Alex
- Jean Luisi : L'agent de police
- Philippe Castelli : l'homme à la cabine téléphonique
- Hervé Hillien : Thierry Picard
- Marie-Christine Chireix : Christiane, la jeune femme du pédalo
- Maitena Galli : Mademoiselle Largeais
- Abderrahmane El Kebir

## Remarques
Le totem joue un rôle central dans ce film. Ce sont des auteurs comme l'anthropologue Paul Radin qui ont rendu célèbre ce que l'on nomme les fripons. Le fripon est une sorte de « farceur », un petit personnage mythique présent dans toutes les cultures.
Le fripon est l'équivalent du lutin dans les cultures européennes ou du Coyote des Indiens des Amériques. Le fripon « divin » joue des tours pendables, possède une activité désordonnée incessante, une sexualité débordante, etc. Il est selon Paul Radin (1956) un miroir de l’esprit, un « speculum mentis ».
Dans ce film, les héros sont aux prises avec un fripon.
Georges Lautner, le réalisateur du film, y fait jouer sa propre mère, la comédienne Renée Saint-Cyr, dans le rôle d'une conférencière prénommée Marie-Louise, prénom véritable de la comédienne.
La plupart des scènes de cascades en Fiat 131 Supermirafiori de 1978 (en l'occurrence quand la voiture roule très vite en marche arrière sur de longues distances, entre autres) se situent (et ont été tournées) à Cepoy, Châlette-sur-Loing, Fontenay-sur-Loing, Amilly, et Montargis, dans le Loiret. C'est seulement en arrivant dans cette région que le héros se rendra compte qu'il a raté la sortie vers la Porte de Bagnolet. À noter que cette Fiat 131 Supermirafiori à cinq portes de couleur rouge, immatriculée 4588 GM 92, est celle que l'on reverra quelques mois plus tard dans le film Flic ou Voyou du même réalisateur et avec Jean-Paul Belmondo, lors de la scène de l'auto-école (la voiture finit sur deux roues contre un mur).On remarquera dans Ils sont fous ces sorciers que les cascades en Fiat 131 se font avec deux voitures : une cinq portes neuve et, pour les scènes où la voiture doit subir quelques dommages (tonneaux, scène dans l'eau, saut par-dessus les voitures arrêtées au feu rouge), c'est une trois portes plus ancienne maquillée en cinq portes.
Il est amusant de constater que lors de la scène de noyade dans la piscine, Henri Guybet plonge avec un short de bain blanc et qu'ensuite, dans les scènes suivantes, son short est subitement devenu bleu à rayures.
On peut noter que la jeune fille qui, dans ce film, fait du pédalo avec Henri Guybet, tournait à l'époque dans des films X, sous le nom de Marie-Christine Chireix.

## Autour du film
- Lieux de tournage : Aéroport de Paris-Charles-de-Gaulle, Île Maurice